# Het dappere snijdertje

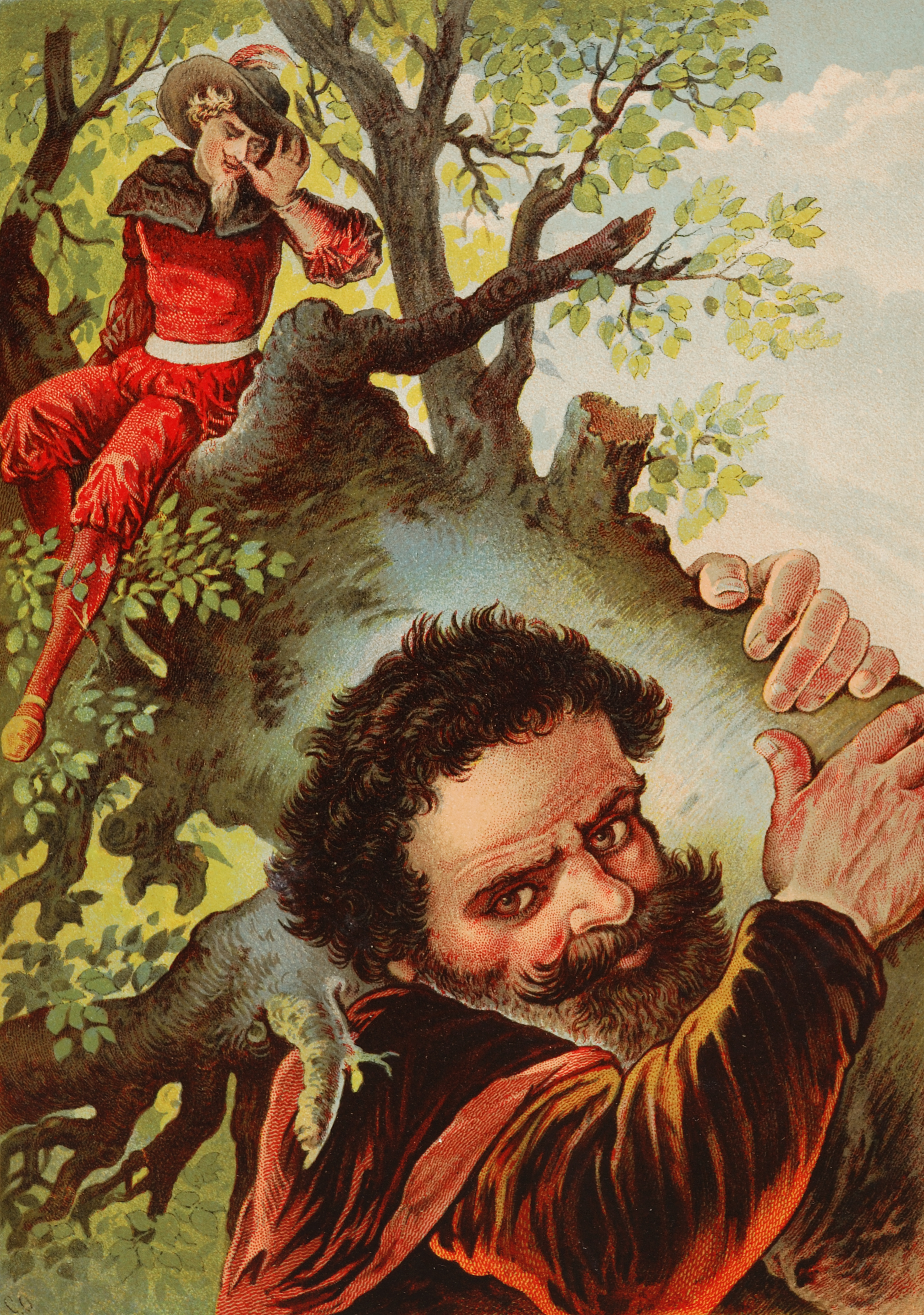

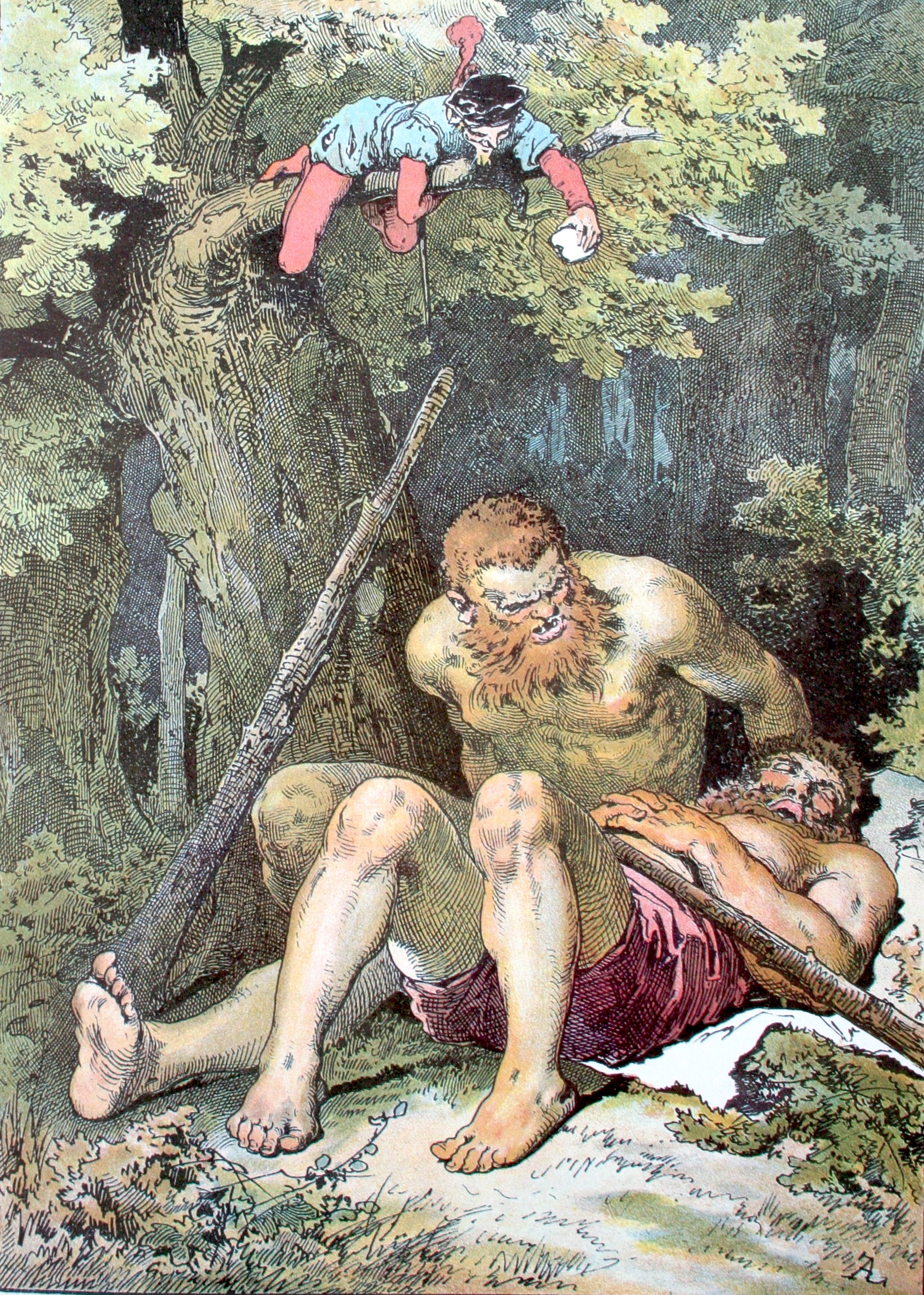

Het dappere snijdertje is een sprookje uit Kinder- und Hausmärchen, de verzameling van de gebroeders Grimm, met als nummer KHM20. De oorspronkelijke naam is Das tapfere Schneiderlein.

## Het verhaal
Een kleermaker wil vruchtenmoes kopen en de boerenvrouw klimt drie trappen op en pakt de potten uit. De kleermaker koopt een kwart pond en de vrouw gaat nijdig weg, ze wilde meer verkopen. De kleermaker zegent het vruchtenmoes en haalt brood, maar wil eerst het wambuis afmaken. Vliegen ruiken de geur van de moes en de kleermaker slaat zeven vliegen dood. Hij maakt een gordel met de tekst "zeven in één klap" en trekt de wijde wereld in om over zijn heldendaden te vertellen. Hij neemt een oud stuk kaas mee en bevrijdt bij de stadsmuur een vogel uit een strik. Op een berg ontmoet hij een reus en deze stelt hem op de proef, hij moet water uit een steen knijpen.
De kleermaker knijpt in zijn kaas en de reus is verbaasd en gooit een steen erg ver omhoog. De jongen haalt de vogel uit zijn zak en gooit hem de lucht in, waarna de vogel wegvliegt. De reus vraagt de kleermaker om te helpen een boom uit het bos te dragen. De kleermaker gaat op de takken zitten en fluit een liedje. Bij een kersenboom trekt de reus de top naar beneden en laat de kleermaker eten, maar die vliegt de lucht in. Hij vertelt dat er jagers schoten en daarom sprong hij omhoog. De reus springt ook, maar blijft in de takken hangen en neemt de jongen mee naar zijn hol.
Er zijn meer reuzen en de kleermaker krijgt een bed, maar dit is te groot. Hij kruipt in ene hoek en de reus slaat met een ijzeren staaf het bed doormidden om middernacht. De reuzen gaan naar het bos en de kleermaker gaat hen achterna, maar valt in slaap bij een koninklijk paleis. Mensen zien zijn gordel en vertellen de koning over deze held, de kleermaker wordt in dienst genomen en krijgt een huis. De soldaten mogen hem niet en nemen ontslag en de koning is verdrietig, maar ook bang voor de sterke held. Hij vertelt over twee reuzen die in het bos veel kwaad aanrichten.
Als de held de reuzen verslaat, mag hij met de koningsdochter trouwen en krijgt hij het halve land. Hij krijgt honderd ruiters mee en laat deze wachten aan de rand van het bos. Hij ziet de slapende reuzen en gooit met stenen vanuit de boom. De stenen vallen op een reus, die de ander verdenkt. De reuzen krijgen ruzie en de kleermaker gaat naar de ruiters en vertelt over zijn overwinning. Het gezelschap ziet omgetrokken bomen en de reuzen liggen bloedend in het slagveld. De koning bedenkt een nieuwe proef, hij moet een eenhoorn vangen.
De eenhoorn komt met zijn hoorn vast te zitten in een boom en de kleermaker heeft het vogeltje gevangen. Hij slaat met zijn bijl de hoorn uit de boom en neemt het dier aan een touw mee. Daarna moet hij nog een wild zwijn vangen en de jagers worden weer aan de bosrand achtergelaten. De held springt in een kapelletje en doet de deur dicht, waarna het dier gevangen blijft. De dochter van de koning moet nu trouwen met de kleermaker en de bruiloft wordt gevierd.
De jonge koningin hoort hem in zijn droom praten over het kleermakersvak en wil dat haar vader haar bevrijdt van deze man. De koning wil zijn schoonzoon 's nachts aan boord van een schip brengen, maar de wapendrager verklikt dit aan de jonge heer. De jonge koning doet 's nachts de deur op slot en doet alsof hij in zijn slaap spreekt. Hij vertelt over het kleermakersvak, de reuzen, de eenhoorn en het wilde zwijn en vertelt niet bang te zijn voor de mannen achter de deur. De dienaren worden bang en het kleermakertje blijft levenslang koning.

## Achtergronden bij het verhaal
- Het sprookje is samengesteld uit verschillende verhalen en komt uit Hessen. Het is een van de meest geliefde sprookjes en vormt een gesloten geheel.
- Een kleermaker (naait uit kleine lapjes het levenslot aan elkaar) is vaak degene met slimheid en opgewektheid, hij vindt voor alles een oplossing. Zie ook De kleermaker in de hemel (KHM35), Tafeltje dek je, ezeltje strek je en knuppel uit de zak (KHM36), Duimpje de wereld in (KHM45), De twee reisgezellen (KHM107), Het snuggere snijdertje (KHM114), De glazen doodskist (KHM163), Lief en leed samen delen (KHM170), De geschenken van het kleine volkje (KHM182) en De reus en de kleermaker (KHM183).
- Ook in Sponske en de reus wordt een steen verwisseld met een vogel. Het sprookje heeft veel overeenkomsten. Er komt een eenhoorn in voor en de prinses vindt de jongen niet goed genoeg, waarna hij met een list angst aanjaagt.
  - Middernacht is het tijdstip waarop vaak griezelige of magische dingen plaatsvinden. Het speelt in de volgende verhalen een rol; in Sprookje van iemand die erop uittrok om te leren griezelen (KHM4) maakt de jongen een vuur, Zusje kan haar kind alleen zien rond middernacht in een versie van Broertje en zusje (KHM11), in Assepoester (KHM21) wordt de betovering verbroken, in De gouden vogel (KHM57) worden appels gestolen, de jongen vindt de reuzen in De volleerde jager (KHM111), de duivels dobbelen in De koningszoon die nergens bang voor was (KHM121), de draak komt thuis in De duivel en zijn grootmoeder (KHM125), de betovering wordt verbroken in Het boshuis (KHM169), het uiterlijk van het meisje verandert in De ganzenhoedster aan de bron (KHM179), de rovers komen thuis in De avonturen van een soldaat, in Het verhaal van Schele Guurte arriveren Berend met de honden en Derk met de beer op kerstavond met de Wilde Jacht.